# 3-Stunden-Rennen von Sepang 2015

Streckenlayout

Das 3-Stunden-Rennen von Sepang 2015, auch Malaysia 3 Hours, fand am 8. November auf dem Sepang International Circuit statt und war der zweite Wertungslauf der Asian Le Mans Series dieses Jahres.

## Rennen
Nach einem schlechten Rennstart seitens der #27 konnte sich die #1 nach drei Runden die Führung holen. Kurz darauf kam es zum Unfall seitens der #5, der Wagen endete im Kiesbett und musste zurück in die Boxen. Nach mehreren Zwischenfällen und einer Strafe gegen #27, konnte sich Race Performance durchsetzen und den Sieg holen.

## Ergebnisse

### Schlussklassement
| Pos. | Klasse | Nr. | Team                 | Fahrer                                           | Fahrzeug                  | Runden |
| ---- | ------ | --- | -------------------- | ------------------------------------------------ | ------------------------- | ------ |
| 1    | LMP2   | 8   | Race Performance     | Shinji Nakano Nicolas Leutwiler                  | Oreca 03R                 | 85     |
| 2    | LMP2   | 25  | Algarve Pro Racing   | Michael Munemann Dean Koutsoumidis James Winslow | Ligier JS P2              | 85     |
| 3    | LMP2   | 99  | Eurasia Motorsport   | William Lok Tacksung Kim Richard Bradley         | Oreca 03R                 | 84     |
| 4    | GT     | 3   | Clearwater Racing    | Rob Bell Weng Sun Mok Keita Sawa                 | McLaren 650S              | 82     |
| 5    | GT     | 91  | Team AAI             | Ollie Millroy Kevin Chen Dirk Müller             | BMW Z4 GT3                | 81     |
| 6    | GT     | 90  | Team AAI             | Tatsuya Tanigawa Lin Yu                          | Mercedes-Benz SLS AMG GT3 | 81     |
| 7    | GT     | 38  | Spirit of Race       | Nasrat Muzayyin Rui Aguas                        | Ferrari 458 GT3           | 81     |
| 8    | GT     | 27  | Nexus Infinity       | Joshua Hunt Dominic Ang                          | Ferrari 458 GT3           | 81     |
| 9    | GT     | 92  | Team AAI/HubAuto     | Jun-San Chen Shin’ya Hosokawa Hiroki Yoshimoto   | BMW Z4 GT3                | 80     |
| 10   | GT     | 5   | Absolute Racing      | Brian Lee Andrew Kim Alessio Picariello          | Audi R8 LMS Ultra         | 79     |
| 11   | GT     | 7   | ARC Bratislava       | Miroslav Konôpka Fairuz Fauzy                    | Audi R8 LMS Ultra         | 79     |
| 12   | CN     | 21  | Avelon Formula       | Denis Lian Giorgio Maggi                         | Wolf GB08 Honda           | 78     |
| 13   | CN     | 69  | Atlantic Racing Team | Zen Low John Bryant-Meisner Toshiyuki Ochiai     | Wolf GB08 Honda           | 78     |
| 14   | GTAm   | 51  | KCMG                 | Christian Ried Paul Ip James Munro               | Porsche GT3 Cup           | 75     |
| 15   | LMP3   | 1   | DC Racing            | David Cheng Ho-Pin Tung                          | Ligier JS P3              | 68     |
| 16   | LMP3   | 89  | Team AAI             | Masataka Yanagida Terry Fang Takamitsu Matsui    | Adess 03                  | 63     |

### Nur in der Meldeliste
Zu diesem Rennen sind keine weiteren Meldungen bekannt.

### Klassensieger
| Klasse | Fahrer         | Fahrer            | Fahrer      | Fahrzeug            | Platzierung im Gesamtklassement |
| ------ | -------------- | ----------------- | ----------- | ------------------- | ------------------------------- |
| LMP2   | Shinji Nakano  | Nicolas Leutwiler |             | Oreca 03R Judd      | Gesamtsieg                      |
| GT     | Rob Bell       | Weng Sun Mok      | Keita Sawa  | McLaren 650S GT3    | Rang 4                          |
| LMP3   | David Cheng    | Ho-Pin Tung       |             | Ligier JS P3 Nissan | Rang 15                         |
| GTAm   | Christian Ried | Paul Ip           | James Munro | Porsche GT3 Cup     | Rang 14                         |

### Renndaten
- Gemeldet: 16
- Gestartet: 16
- Gewertet: 16
- Rennklassen: 4
- Zuschauer: unbekannt
- Wetter am Renntag: unbekannt
- Streckenlänge:  5,543 km
- Fahrzeit des Siegerteams: 3:00:34.992 Stunden
- Gesamtrunden des Siegerteams: 85
- Gesamtdistanz des Siegerteams: 471.155 km
- Siegerschnitt: 156.544 km/h
- Pole Position:  Ligier JS P2 (#25) – 1:58.773 = 168.010 km/h
- Schnellste Rennrunde: Richard Bradley – 1:59.961 = 166.340 km/h (Runde 2)
- Rennserie: 2. Lauf der Asian Le Mans Series 2015